# Vladimir Monomah
Vladimir Vsevolodovič ali Vladimir II. Kijevski ali Vladimir Monomah (starovzhodnoslovansko Володимѣръ Всеволодовичь, Volodimer’ Vsevolodovič’), kijevski veliki knez, * 1053, † 19. maj 1125, Kijev.
Vladimir Monomah je kot kijevski veliki knez vladal v letih 1113-25. Bil je moder in prilagodljiv vladar, ki je s svojo odločnostjo uspel umiriti notranje razmere v kijevski državi in ji zadnjič povrniti nekdanji sijaj.
Vladimir je bil sin kijevskega velikega kneza Vsevoloda I. Že med očetovim vladanjem si je ustvaril velik ugled kot odličen vojskovodja in upravitelj. Po očetovi smrti je kljub pozivom, naj prevzame vladanje, spoštoval običaj in prepustil položaj kijevskega velikega knez najstarejšemu moškemu v rodbini, to pa je bil bratranec Svjatopolk II. Izjaslavič.

## Čas vladanja Svjatopolka II. Izjaslaviča
Svjatopolk II. Izjaslavič (*1050, vladal 1093-†1113) je bil bolehen človek, brez avtoritete, ljubil je denar in bil nepriljubljen med ljudstvom. Počel je vse ravno obratno kot njegov predhodnik. Vladimir Monomah ga ni cenil in je pogosto vzel dogajanja v svoje roke.
V Svjatopolkovem času sta med bratranci izbruhnili dve državljanski vojni, ki sta opustošili velik del kijevske države. Prva je bila nadaljevanje spopada za Černigovsko kneževino iz leta 1068, ki jo je odtlej upravljal Vladimir Monomah. Vladimirov bratranec Oleg Svjatoslavič se je povezal s Kumani in zavzel nekdanjo kneževino svojega očeta, ki jo je upravičeno imel za svojo domovino. Vladimir in njegov sin Mstislav sta dvakrat razbila Olegovo vojsko. Vojna se je končala leta 1097 s kompromisom na skupščini v Lubeču (nekdanje mesto 250 km severno od Kijeva); knezi so si tedaj razdelili dedno ozemlje in se dogovorili, da se ne bodo več napadali. Černigovska kneževina je spet pripadla Olegu Svjatoslaviču.
Ker pa vprašanja kneževine Volinije na skupščini v Lubeču niso dokončno rešili, je prišlo do ponovnega spora, v katerem sta Vladimir Monomah in Oleg Svjatoslavič z vojsko grozila celo samemu velikemu knezu Svjatopolku II.; do spopada ni prišlo, ker ga je pravočasno preprečila kijevska Cerkev. Spor so zgladili na skupščini v Vitičevu (1100).
V obdobju 1103-11 je Vladimir vodil skupno rusko vojsko v zelo kruti vojni proti Kumanom in jim zadal nekaj porazov. To je bil eden redkih primerov, ko so ruski knezi delovali složno.
Po naročilu velikega kneza Svjatopolka II. je menih Nestor v kijevski Pečerski lavri začel pisati Zgodovino minulih let, ki je postala eden glavnih zgodovinskih virov o Kijevski Rusiji.

## Vladanje Vladimira Monomaha
Po smrti velikega kneza Svjatopolka II. so v Kijevu izbruhnili hudi nemiri, usmerjeni predvsem proti judom in oderuštvu (s katerim se je ukvarjal tudi umrli veliki knez). Mestni svet je od Vladimira Monomaha zahteval, da prevzeme oblast, a on je sprva menil, da ima pri tem prednost černigovski knez Oleg Svjatoslavič. Na prigovarjanje pa je položaj sprejel in najprej omejil višino obresti. Vpeljal je nekatere reforme, ki so zmanjšale socialne napetosti med prebivalci.
Vladimir Monomah, fizično zelo močan, se je izkazal kot politično zelo moder, racionalen in odločen vladar. S kompromisi je znal miriti spore in tudi zelo odločno obračunati z upornimi knežjimi družinami. Tako mu je uspelo državi zagotoviti dvanajst let notranjega miru, kakršnega ni bilo pred njim in nikdar več za njim. S tem si je od ljudstva prislužil vzdevek "Sveti".
Navzven pa je imel neprestane spopade s Kumani, Pečenegi in Čerkezi, ki so od jugovzhoda pritiskali na kijevsko državo. Ni razjasnjeno, ali se je bojeval tudi z bizantinskim cesarjem Aleksejem I. Komnenom zaradi Trakije. Iz tistega časa izhaja legenda, ki pripoveduje, da je k Vladimiru prišlo bizantinsko poslanstvo, v katerem je bil tudi efeški škof, ki je ob tej priložnosti kronal Vladimira za ruskega vladarja; to naj bi dokazovala krona, ki se danes nahaja v orožarni moskovskega kremlja; verjetno so si legendo izmislili Monomahovi nasledniki, da bi zvečali svoj pomen.
Vladimir Monomah je imel mnogo družinskih vezi z evropskimi dvori. Njegova mati je bila sorodnica (morda celo hči) bizantinskega cesarja Konstantina IX. Monomaha. Poročen je bil z Gito, hčerko angleškega kralja Harolda II. Njegova sestra Evpraksija je bila poročena z nemškim cesarjem Henrikom IV. Svojo hčerko Evfemijo je poročil z ogrskim kraljem Kolomanom, sina Mstislava pa s princeso Kristino, hčerko švedskega kralja Ingeja I.
Monomah je v svoji kneževini Suzdaliji na strateško ugodni vzpetini nad reko Kljazmo ustanovil mesto Vladimir, močno utrjeno z jarki in nasipi in z obzidjem iz debele hrastovine. Poleg obrambnih in posvetnih zgradb je dal iz opeke zgraditi cerkev sv. Spasa (Odrešenika). To so bili začetki samostojne ruske arhitekture. Namesto mozaikov so začeli uporabljati cenejše freske.
Vladimir je napisal Nauke sinovom, v katerih je opisal svoje življenje in junaštva in dal sinovom napotke za vladanje, v katerih je prikazal idealno sliko krščanskega vladarja. Glede obnašanja do žena pravi, da je treba žene spoštovati, a ne pustiti, da zavladajo nad moškim (stališče je zanimivo kot popolno nasprotje kasnejšega obravnavanja ruskih žena). Njegovi nauki so bili vključeni v Zgodovino minulih let.
Vladimir pa ni imel dobrih odnosov s kijevsko Pečersko lavro, zlasti ne z Nestorjem, kateremu je odvzel nalogo pisanja Zgodovine in jo zaupal Silvestru, igumanu kijevskega Vidubickega samostana, kateremu je ukazal tudi, da že zapisano predela po njegovih navodilih. Prav gotovo je zato njegova zgodovinska slika nekoliko lepša od realne.
Da je obdržal kijevsko državo enotno, je moral Vladimir Monomah v času bratrančevega in svojega vladanje skleniti mnogo kompromisov. Podobo kijevskega kneza je povzdignil v živi simbol enotne Rusije.

## Družina
Vladimir je bil poročen trikrat. Prva žena je bila Gytha Wesseška (†1098 ali 1107), ena od mnogih nezakonskih hčera zadnjega anglo-saksonskega kralja Harolda II. Imela sta 6 otrok:
- Mstislav I. (1076-1132), kijevski veliki knez
- Izjaslav (okrog 1078-1096), knez Kurska
- Svjatoslav (okrog 1080-1114), knez Smolenska in Perejaslavlja
- Roman (1081-1119), knez Volinije
- Jaropolk II. (1082-1139), kijevski veliki knez v letih 1132-39
- Vjačeslav I. (1083-1154), kijevski veliki knez leta 1151

Druga žena Efimija (†1107) je bila verjetno bizantinska plemkinja. Z njo je imel otroke:
- Marija (†1146)
- Evfemija (†1139) ∞ ogrski kralj Koloman
- Agafija (†1113) ∞ knez Grodna
- Jurij Dolgoroki (†1157), kijevski veliki knez v letih 1149-51 in 1155-57
- Andrej (1102-1141) knez Volinije.

Tretja žena je bila kumanska princesa.

## Potem
Vladimirja Monomaha je nasledil sin Mstislav (1125-32) in po njegovi smrti njegov brat Jaropolk II. (1132-39). Tedaj je med brati in bratranci ponovno prišlo do spopadov in borbe za oblast, v katero so se vmešali tudi nasledniki nekdanjega velikega kneza Svjatoslava II. Jaroslaviča (1073-76) in njegovega sina Olega, ki jih zgodovina pozna kot Olegoviče. Položaj kijevskega velikega kneza je hitro prehajal iz rok v roke in vzporedno izgubljal na pomembnosti in avtoriteti. V letih 1049-51 in 1155-57 je v Kijevu vladal Monomahov sin Jurij I. Dogoruki, ki ga večina močnejših knezov ni več priznavala kot velikega kneza. Leta 1169 je njegov sin Andrej Bogoljubski opustošil Kijev in naziv velikega kneza prenesel v svojo kneževino Suzdalijo, v mesto Vladimir. Kijev si vloge političnega središča vzhodnih Slovanov ni več povrnil.
Po njem se imenuje jedrska podmornica Vladimir Monomah.